# Ian Nelson (Schauspieler, 1982)
Ian Nelson (* 5. September 1982 in Madison, Wisconsin) ist ein US-amerikanischer Schauspieler.

## Leben
Ian Nelson hatte seine erste Rolle 2001 in dem Kurzfilm The Ketchup Conspiracy. 2004 hatte er, neben einer Gastrolle in einer Folge der Krimiserie Cold Case – Kein Opfer ist je vergessen, eine wiederkehrende Rolle als Monty in zwei Folgen der neunten Staffel der Fernsehserie Eine himmlische Familie. Neben seinen Schauspielrollen in Fernsehserien spielte Nelson auch in verschiedenen Filmen mit, so 2006 in Heavens Fall.
2007 hatte Nelson als Brady Carter eine der Hauptrollen der kurzlebigen Jugendserie What Goes On inne. Die für den Sender The N produzierte Serie kam auf zehn Folgen. In den folgenden Jahren war Nelson erneut in einzelnen Folgen verschiedener Serien wie Ghost Whisperer – Stimmen aus dem Jenseits oder Castle zu sehen.

## Filmografie (Auswahl)
- 2001: The Ketchup Conspiracy (Kurzfilm)
- 2004: Cold Case – Kein Opfer ist je vergessen (Cold Case, Fernsehserie, Folge 1x18)
- 2004: Eine himmlische Familie (7th Heaven, Fernsehserie, 2 Folgen)
- 2006: Heavens Fall
- 2007: What Goes On (Fernsehserie, 10 Folgen)
- 2008: Keith
- 2008: Ghost Whisperer – Stimmen aus dem Jenseits (Ghost Whisperer, Fernsehserie, Folge 3x15)
- 2008: True Confessions of a Hollywood Starlet
- 2008: Private Practice (Fernsehserie, Folge 2x02)
- 2010: Castle (Fernsehserie, Folge 3x04)